# Hofer
Hofer je priimek v Sloveniji, ki ga je po podatkih Statističnega urada Republike Slovenije na dan 1. januarja 2010 uporabljalo 38 oseb.

## Znani slovenski nosilci priimka
- Andrej Hofer, novinar in televizijski voditelj
- Edvard Hofer (1841—1915), slovensiki biolog, darvinist

## Znani tuji nosilci priimka
- Carl Hofer(1878—1955), nemški slikar
- Andreas Hofer (1767—1810), tirolski narodni junak